# داستن كلير
داستن كلير (بالإنجليزية: Dustin Clare) هو ممثل أسترالي ولد في 2 يناير 1982في جرافتون، اشتُهر بدور غانيكوس في سلسلة ستارز سبارتاكوس: آلهة الحلبة، سبارتاكوس: الثأر، وسبارتاكوس: حرب الملعونين، وبدور رايلي وارد في المسلسل الأسترالي بنات ماكليود.

## وصلات خارجية
- داستن كلير على موقع IMDb (الإنجليزية)
- داستن كلير على موقع روتن توميتوز (الإنجليزية)
- داستن كلير على موقع ألو سيني (الفرنسية)
- داستن كلير على موقع أول موفي (الإنجليزية)
- داستن كلير على موقع إن إن دي بي (الإنجليزية)
- داستن كلير على موقع قاعدة بيانات الفيلم (الإنجليزية)
- داستن كلير على موقع كينوبويسك (الروسية)

- داستن كليرعلى موقع IMDb (الإنجليزية)